# 2056 Nancy
2056 Nancy este un asteroid din centura principală, descoperit pe 15 octombrie 1909 de Joseph Helffrich.